# Kat Cammack

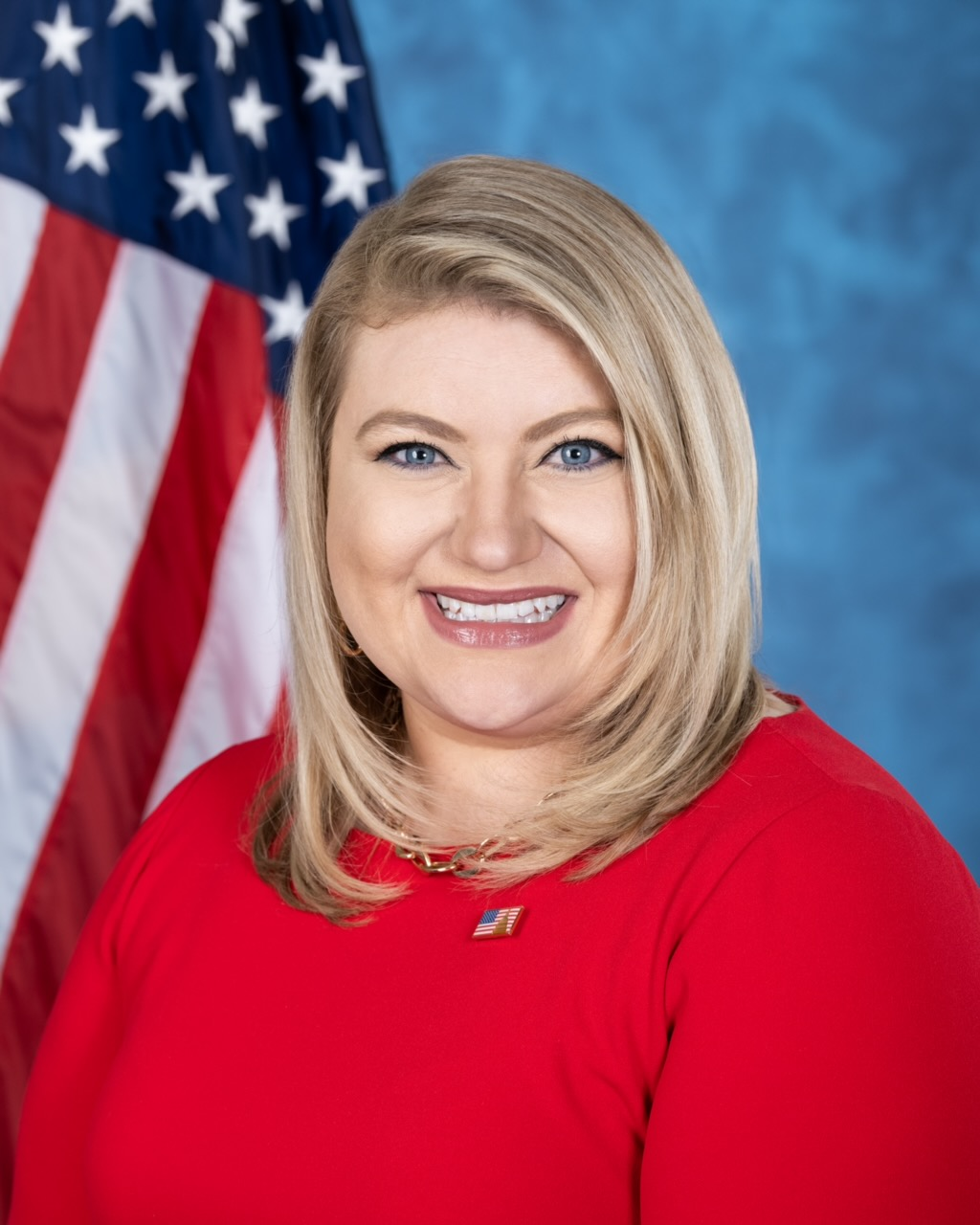
Kat Cammack (2021)

Kathryn „Kat“ C. Cammack (Aussprache: [ˈkæmæk], * 16. Februar 1988 in Denver, Colorado) ist eine US-amerikanische Politikerin der Republikaner und politische Beraterin, die den 3. Kongresswahlbezirk von Florida im Repräsentantenhaus der Vereinigten Staaten vertritt. Cammack ist die drittjüngste Frau, die im Wahlzyklus 2020 in den Kongress gewählt wurde, obwohl sie nicht die jüngste ist, die jemals im Kongress war. Sara Jacobs und Alexandria Ocasio-Cortez, beide Demokraten, sind die jüngeren Frauen, die in diesem Zyklus gewählt wurden.

## Kindheit und Ausbildung
Cammack wurde in Denver geboren und wuchs auf einer 55 Hektar großen Rinderfarm auf. Sie erwarb einen Bachelor of Arts in internationalen Beziehungen an der Metropolitan State University of Denver und einen Master of Science in nationaler Verteidigung und strategischen Studien am Naval War College.
Während ihres Studiums arbeitete Cammack als Praktikantin im Büro des damaligen US-Repräsentanten Mike Coffman. Im Jahr 2011 verloren Cammacks Eltern ihr Haus, nachdem es zwangsversteigert worden war, und Cammack lebte mit ihrer Mutter vier Monate lang in einem Motel mit verlängertem Aufenthalt. Cammack sagt, dass die Erfahrungen ihrer Familie mit dem bundesweiten Home Affordable Modification Program ihr Interesse an der Politik weckte. Später schloss sie sich der Kongresskampagne von Ted Yoho an. Nachdem Yoho gewählt wurde, amtierte Cammack von 2013 bis 2019 als seine stellvertretende Stabschefin. Im Jahr 2019 verließ Cammack Yohos Büro in Washington, D.C. und kehrte nach Florida zurück. Sie kündigte ihre Kandidatur für Yohos Sitz im Dezember 2019 an. Yoho strebte 2020 keine Wiederwahl an und erfüllte damit sein Versprechen, nur vier Amtszeiten abzuleisten.
Cammack betreibt auch eine unabhängige politische Beratungsfirma. Cammack wurde stark favorisiert, um die allgemeinen Wahlen im November zu gewinnen, da der 3. Kongressbezirk in Florida sicher republikanisch ist. Im September 2020 wurde Cammack von Donald Trump unterstützt. Nach ihrem Sieg in der Vorwahl gründete Cammack ein Führungs-PAC.
Cammacks Ehemann, Matt Harrison, ist ein Feuerwehrmann. Sie leben in Gainesville im US-Bundesstaat Florida.

## Politik

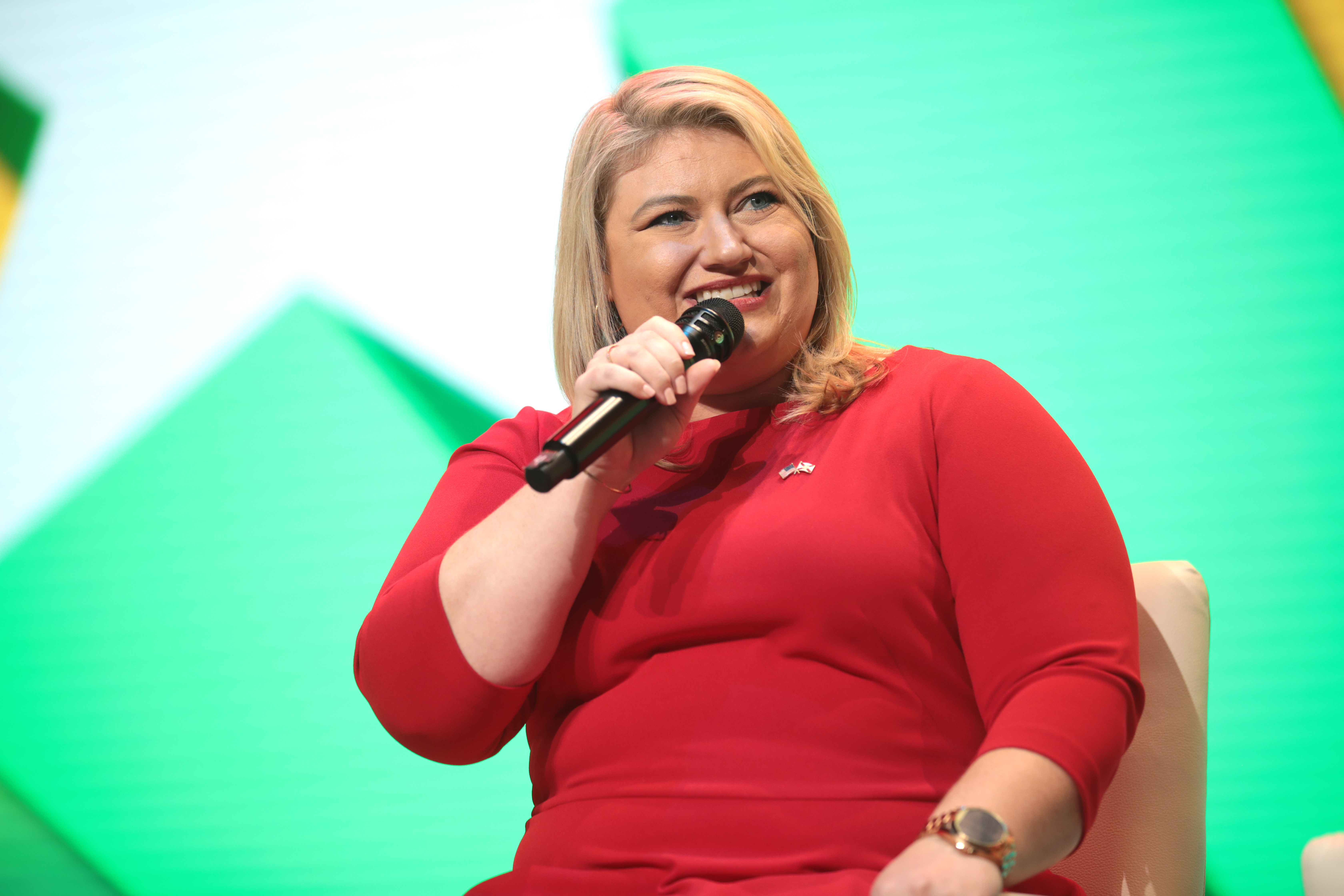
Cammack spricht bei einer Veranstaltung von Turning Point USA im Jahr 2020

Bei den Kongresswahlen im November 2020 trat sie im Kongressbezirk ihres ehemaligen Arbeitgebers Yoho an, nachdem der nicht erneut antrat. Der Vorwahlkampf in dem die Countys Alachua County, Clay County, Putnam County, Bradford County, Union County und Teile des Marion County umfassenden Wahlkreis war einer der kostenaufwändigsten in dem Wahlzyklus. Kat Cammack betonte wie andere Vorwahlkandidaten ihre Treue zu Trump und hob zusätzliche ihre Unterstützung der Polizei gegen Black-Lives-Matter-Proteste und für Waffenbesitz hervor. Sie entschied die Vorwahl in dem konservativen Distrikt für sich. Cammack  besieged den Demokraten Adam Christensen in der Hauptwahl. Sie trat ihr Amt am 3. Januar 2021 an. Cammack war im 117. Kongress die jüngste republikanische Frau, die im Repräsentantenhaus der Vereinigten Staaten saß.
In der Kongresswahl 2022 trat sie in einem neuzugeschnittenen Wahldistrikt zur Wiederwahl an. Er umfasste nun die Countys Alachua, Baker, Bradford, Clay, Columbia, Dixie, Gilchrist, Lafayette, Levy, Marion, Suwannee und Union. Sie gewann die Vorwahl mit 85,2 Prozent und gewann die Hauptwahl im November gegen die Demokratin Danielle Hawk mit 62,5 Prozent. In ihrer folgenden dritten Wahl 2024 erhielt sie 87,1 Prozent in der Vorwahl. In der Hauptwahl am 5. November 2024 setzte sie sich mit 61,6 Prozent gegen den Demokraten Tom Wells durch. Kat Cammack gehört damit dem 119. Kongress der Vereinigten Staaten an, dessert Legislaturperiode bis zum 3. Januar 2027 andauert.

### Politische Positionen

#### Abtreibung
Cammack ist gegen Abtreibung. Während ihres Wahlkampfes veröffentlichte sie eine Anzeige, in der sie erklärte, dass ihr, als ihre Mutter mit ihr schwanger war, von Ärzten zu einer Abtreibung geraten wurde. Sie äußerte sich gegen das Urteil in Dobbs v. Jackson Women’s Health Organization.
Im Mai 2024 besuchte Cammack eine Notfallstation eines ungenannten Krankenhauses. Sie war in der fünften Woche schwanger mit einer Eileiterschwangerschaft. Das Personal war unsicher ob sie eine Abtreibung durchführen dürfen, da in Florida ein strenges Abtreibungsgesetz in Kraft ist, obschon das Leben von Cammack in akuter Gefahr war. Nach einigen Stunden wurde ihr die Abtreibung von der Klinik genehmigt.

#### Mauer an der Grenze zu Mexiko
Cammack hat den Bau einer Grenzmauer entlang der Grenze zwischen Mexiko und den Vereinigten Staaten unterstützt.

#### Amtszeitbeschränkungen im Kongress
Im März 2020 unterzeichnete Cammack das U.S. Term Limits Gelöbnis.

#### Donald Trump
Cammack bezeichnet sich selbst als „glühende Befürworterin“ von Donald Trump und nahm 2016 an der Woman for Trump Bus Tour teil. Nach them Sieg in der Vorwahl 2020 erklärte sie, dass die Botschaft an Trump sei, dass Verstärkung auf dem Weg sei. Allerdings hob sie im Wahlkampf 2022 Trumps Wahlempfehlung nicht hervor, sondern die Empfehlung durch Gouverneur Ron DeSantis.

#### Wahlanfechtung 2020
Cammack gehörte zu den Mitgliedern des Repräsentantenhauses, die bei der Auszählung der Wahlmännerstimmen bei der Präsidentschaftswahl 2020 für die Anfechtung des Wahlergebnis stimmten. Präsident Trump hatte wiederholt propagiert, dass es umfangreichen Wahlbetrug gegeben hätte, so dass er sich als Sieger der Wahl sah. Für diese Behauptungen wurden keinerlei glaubhafte Beweise eingebracht. Der Supreme Court wies eine entsprechende Klage mit großer Mehrheit ab, wobei sich auch alle drei von Trump nominierten Richter gegen die Klage stellten.